# 北海道大博覧会 (1968年)
北海道大博覧会（ほっかいどうだいはくらんかい、英: HOKKAIDO GRAND FAIR）は、北海道札幌市の北海道立真駒内公園で開催された博覧会。

## 概要
北海道百年記念事業の一つとして、同事業のスローガン「風雪百年 輝く未来」をメインテーマに北海道開発の現状を広く世に紹介するとともに商社1000社以上・海外20数カ国が出展。
- テーマ - 「風雪百年 輝く未来」
- 会場 - 北海道立真駒内公園（使用面積99,000平米 現真駒内公園太陽の広場、真駒内緑町1丁目2番地全域・5番地北部付近）
  - 展示面積 - 約16,000平米
  - 緑地面積 - 約30,000平米
  - 駐車場面積 - 約100,000平米
- 開催経費 - 約6億円
  - 補助額 - 北海道7000万円、札幌市3000 万円
- 開催期間 - 1968年（昭和43年）6月14日（金） - 8月18日（日）
- 入場者 - 1,633,268人（有料入場者1,529,419人 目標180万人）
- 主催 - 北海道、札幌市、北海道商工会議所連合会、北海道新聞社
- 剰余金 - 約1億円
  - 北海道百年記念塔建設資金・札幌オリンピック選手強化設備建設資金・北海道新聞社会福祉振興基金に各1,000万円ずつ、中島公園野外音楽堂ステージ建設資金2,000万円、円山動物園・藻岩ロープウェーに5千万円相当の遊戯施設を寄付した。
- テーマソング - 島倉千代子「道博音頭」（作詞：高柳公 作曲：山本丈晴[1] 振付：榊原保夫[2] 補作詞：三浦康照 編曲：佐伯亮）
  - 作詞は明るい形を心がけ、本州からの沢山の来場客にも北海道が素晴らしいとの印象を与えるべく北海道の良さを強調したものとした[3]。
- シンボルマーク - 松見八百造デザイン、簡略化した北海道章の七光星型の中に北海道の「H」とフェアーの「f」を合わせ百年の「100」を入れた図案をあしらった。
- 役員
  - 総裁：町村金五（北海道知事）
  - 副総裁：原田與作（札幌市長）、広瀬経一（北海道商工会議所連合会会頭）、岩本政一（北海道議会議長）、松宮利市（札幌市議会議長）
  - 会長：中野以佐夫（北海道新聞社社長）
  - 副会長：那須正信（北海道副知事）、板垣武四（札幌市第一助役）、讃良博（北海道商工会議所連合会専務理事・札幌商工会議所専務理事）、関口次郎・上関敏夫（北海道新聞社常務取締役）
  - 実行委員：那須正信、板垣武四、讃良博、浅井正敬（北海道商工部長）、小寺一阜（北海道土木部長）、山本武（北海道百年記念事業事務局長）、高橋恒夫（北海道警察本部交通部長）、白石康平（札幌市経済局長）、小柴伸（札幌市商工部長）、斎藤丈武（札幌商工会議所常務理事）、大内格之助（北海道新聞社取締役）、奥村邦教（北海道新聞社編集局長）
  - 事務局長：松宮保夫（北海道新聞社事業本部長）
- 入場券
  - 前売り券：一般300円
  - 当日券：一般350円、高校生200円、中学生150円、小学生100円
  - 前売り券には抽選応募シールが刷り込まれ、第1回抽選は特賞カラーテレビ10本・1等ポータブルテレビ10本・2等電気洗濯機10本・3等電気掃除機20本・4等懐中電灯100本・5等コカ・コーラ2000本、第2回抽選は特賞カラーテレビ10本・1等8ミリカメラ映写機セット10本・2等高級自転車10本・3等双眼鏡20本・4等万年筆100本・5等三色ボールペン2000本の賞品がプレゼントされた。

## 施設・パビリオン
パビリオン
各館は主にアイボリーホワイトの外観に3.6m四方のポップアート調のイラスト看板を取り付け子供客の目を引く形とした。
1. 輝く北海道館（テーマ館）
  - 北海道の歴史として旧石器時代の出土品や縄文時代の土器・鉄器、アイヌの実物大住居や生活用品、室蘭沖を訪れたプロビデンス号模型、蝦夷探検に訪れた間宮林蔵・松浦武四郎の著書や測量器具[5]、北海道開拓に使われた道具や内村鑑三・新渡戸稲造らの使用した教科書やノート、辰悦丸・開拓使本庁舎・義経号・蟹工船の模型といった歴史を物語る資料を展示し、また青函トンネルを模したスロープを抜け北海道の未来を展開する[6]。看板イラストには中央に北海道島を青く描き外周にオレンジと白の集中線をあしらった。
    - 1階 - 旧石器とその分析、縄文式から擦文式までの土器、小樽市忍路のストーンサークル20分の1模型、小樽市手宮の古代文字・洞窟彫刻模型、アイヌ民族の家屋とアイヌ絵、蝦夷に注がれた外国の目とロシアの進出、エカテリーナ女帝の肖像画、ドフリースの地図、ブロートンとプロビデンス号の模型、江戸時代の蝦夷、船箪笥、間宮林蔵・近藤重蔵・最上徳内・松浦武四郎ら幕吏による蝦夷探検、間宮林蔵の樺太探検と山丹錦、エトロフ航路開設と弁才船辰悦丸の模型、箱館開港とペリー来航、ニシン漁に使われた角網と磯舟模型、小樽高島海岸鰊漁風景図、太政官日誌と北海道誕生、北海道11カ国86郡全図、札幌本府の建設写真、開拓使本庁舎50分の1模型、明治6年の札幌市街図、外人顧問団の招聘、馬用プラウ、官営工場の設立と創業、官立札幌製粉所と石臼、開拓使10カ年計画と道内最初の通貨、煙草盆・道中湯沸かし・小物入れ、晩成社移民、屯田兵屋模型と生活器具、屯田兵服と帽子、明治14年明治天皇行幸と屯田兵開墾図、入植者の小屋がけ風景、幌内鉄道開通と鉄道路線の進展、義経号模型、車両航走連絡船車運丸模型、ラッセル車模型、札幌農学校の創立、新渡戸稲造と遠友夜学校、石炭鉱業を表すライマンの地質図と安全灯、三県一局時代の写真、区画整理と測量機、民間企業育成写真、受刑者の道路開削ジオラマ、刑務所の足枷・看守のサーベル・水差し・煙草入れ、駅逓整備を示す駄ぐらと熊追いラッパ、開拓狩猟用のウィンチェスター銃、電灯の普及、小学校教育と子守学級、教育用の地図・教科書・石板・机・椅子、林業の活況ジオラマ、日露戦争と第一期拓殖計画、大企業進出、水田の北上と稲作功労者、北海道拓殖銀行の創立と開拓資金供給、米国製ストーブ、潤った北海道と開道50年博覧会、大型化する漁業と功労者を示す蟹工船模型や補助機関付き漁船模型、農業から酪農や甜菜への転換、雪印のバター製造機と乳製品ラベル、NHKの通信・運輸機関の進歩、冷害凶作恐慌の時代、代用食用のデンプン製造機、第二次世界大戦下の北海道、敗戦と新生北海道、北海道の文化人や北海道文化賞・北海道新聞文化賞受賞者紹介を展開。
    - 青函トンネル - 東京交通博物館や日本鉄道建設公団から資料提供された青函トンネル小史、青函トンネル2万分の1模型、新幹線列車模型などを展示。
    - 2階 - 20年後の北海道を5万分の1スケールで表現した直径14mのパノラマ模型「輝く北海道」を展示。青函トンネルや内浦湾の海底トンネルを経由し札幌や旭川へ伸びる新幹線列車、縦横に伸びる高速道路を走る自動車、小樽に出入りする対岸貿易の船や室蘭に出入りする太平洋航路の船、国際空港となった千歳空港から東京や太平洋へ飛び立つ超音速旅客機、各都市や国立公園や農村センターを示すランプを配した[5]。
2. 伸びゆく工業館 - 高度経済成長の主役を演じた工業界の実情や第二次産業の躍進を分かりやすく展示する。看板イラストにはガスタンク、バケットクレーン、タンク車などを描いた。
  - 出展：鋼材倶楽部、北海道紙・パルプ協議会、富士製鉄グループ、日本石炭協会北海道支部、三菱グループ、椿本チエイン、ゼネラル石油、モービル石油、ブリヂストンタイヤ、アサノセメントグループ、日産自動車、トヨタ自動車販売、東洋工業、住友グループ、荏原製作所、ゼネラル、東日本フェリー、オリエント時計、ほくさんグループ、東洋高圧工業、三井化学工業、岩田塗装機工業、三井物産、石油開発公団事業本部、宇部興産、日本ナショナル金銭登録機、石川島播磨重工業
    - 日本石炭協会北海道支部 - 「石炭百年坑」をテーマに北海道の歩みと石炭の歴史を一体的に紹介、模擬坑道で炭鉱坑道用の自走支保切刃や自動採炭機を展示。
    - ブリヂストンタイヤ - タイヤ50本による熊のオブジェ「ビッグベアー」やリモコン式の光るタイヤ、自転車、エバーローラーなどを展示。
    - モービル石油 - ライト兄弟機から超音速旅客機ボーイング2707までの歴史的な航空機の模型8基を展示し航空燃料のイメージを展開する。
    - オリエント時計 - 水深により色が変わるカラーダイバー時計、標準時差時計の紹介や「時計のある児童画」入賞作品展を実施。
    - 荏原製作所 - シンボル噴水や両吸い込みポンプ、ヘンシェルボイラー、送風機を展示。
    - 北海道紙パルプ協議会 - 紙製のドレスや水着などを展示し紙の歴史と未来を立体的に紹介する。
    - 富士製鐵 - 製鉄所写真パネルや鉄ロールなどの鉄鋼製品を紹介。
    - ほくさんグループ - 酸素吸入ヘルスステーションやマジックコールド、バスオールL、バスユニットなど窒素・浴室製品を紹介。
    - 住友グループ - 強化ガラス製の橋や電子音・回転盤・光の演出による「光と音のドーム」や日本万国博覧会「住友童話館」模型を展示。
    - 自動車展示 - 日産R380-2実車、マツダのロータリーエンジンカットモデルとRX87コンセプトカー、トヨタのガスタービンエンジンによる「ドリームカー」4分の1模型を展示。また8月11日には日本グランプリで優勝した日産・R381も搬入された。
    - 椿本チエイン - 工業用エアコンベアテーブル設備を実演展示し、空気による製品移動の多用途化を紹介する。
    - アサノセメントグループ - 新建材の利用からビル完成までの建築過程を、パノラマ模型による構成で総合的に展示。
    - 鋼材倶楽部 - 「鉄のある豊かな生活」をテーマに鏡面仕上げステンレス鋼板2枚によるおばけステンレス鏡や家庭生活と鉄鋼製品の結びつきの写真紹介、鉄鋼業界のパネル紹介を展開。
    - 石川島播磨重工業 - 276,000トンタンカーの200分の1模型やボイラーやヒーター、ジェットエンジン模型を展示。
    - 事務局制作
      - 北海道の地下資源 - 道内の地下資源を鉱石標本や産出地域などを紹介したパネルで解説する。
      - 北海道の工業 - 道内の工業生産力と将来をパネルで紹介する。

    - 三井物産 - 新材質による台所家庭用品、レジャーボート、衣料品や集成木材製の建材などを展示。
    - 三菱グループ - 肥料などの化学製品や電子計算機、三菱重工業のレーシングカー「コルトF3A」や貨物船模型、三菱電機のカラーテレビ、三菱商事の植物油や輸入品、三菱レイヨンのパイザルなどの化学繊維製品といった各種製品をグループ業種別にディスプレイするとともに、日本万国博覧会「三菱未来館」の展示概要パネルも配置し明るい未来を演出する。
    - 東洋高圧工業・三井化学工業 - 「化学肥料とあすの酪農業」をテーマにパノラマ模型で化学工場や農村の姿と生産流通の様子を展示。
    - 日本ナショナル金銭登録器 - エンカプスレーション、マイクロフォームなどの化学製品を紹介。
    - ゼネラル石油 -　石油スタンドのモデル模型を中心に企業紹介を展開。
    - 東日本フェリー - フェリーボート模型と船首・船尾の機構を示す模型を展示。
    - ゼネラル　- ITV装置一式を展示実演。
    - 閉幕後は飛行機模型8機を釧路市青少年科学館、紙細工を苫小牧市青少年科学館に移設。
3. モーターショー - 資本自由化を控え急発展を続ける自動車業界の代表的新製品として8メーカー52台を展示。出品車種は週に一度入れ替えられた[7]。看板イラストにはドライバーや走る自動車のシルエットが描かれた。
  - 出展：トヨタ、ダイハツ、スズキ、三菱自動車、スバル、いすゞ自動車、日産自動車、東洋工業、福田商事
    - トヨタ - センチュリー、2000GT、クラウン、1600GT、コロナ、カローラ、スポーツ800、パブリカなどが紹介された[7]。
    - ダイハツ - コンパーノ、フェローを紹介。
    - スズキ - フロンテシリーズを紹介[7]。
    - 東洋工業 - コスモスポーツ、ルーチェ、ファミリア、キャロルなどを紹介[7]。
    - スバル - 1000、360などを紹介[7]。
    - いすゞ ｰ フローリアン、ベレットなどを紹介[7]。
    - 三菱 ｰ コルト[7]、ミニカなどを紹介。
    - 日産 - プレジデント、セドリック、グロリア、フェアレディ2000、プリンススカイライン、ローレル、ダットサンブルーバード、サニーなどを紹介[7]。
    - 部品用品コーナー[7]（福田商事）
4. 豊かな農林水産館 - 曲がり角に立つ第一次産業を考えるべく農漁村の未来図を展示する。20年後の農村・漁村のパノラマ模型やレーダー実演等を展示[6]。樹齢360年のエゾマツの切り株や木の成長・用途のパネル、ヤンマーの機械化農業のパノラマ模型、野菜・果実と子どもたちの模型、日本ビート糖業組合の製糖工場模型、オリオン機械のバルククーラーやパイプミルカー、雪印のテトラパック製造機、古野電気の船橋をイメージした船舶用品紹介、北海道水産会の漁業情勢の紹介パネルや水産海域地図パネルを展示。看板イラストには木を中心に麦や魚が描かれた。
  - 出展：ヤンマーディーゼル、曽田香料、札幌青果、日本ビート糖業協会、久保田鉄工、電気化学、日ノ出化学、雪印乳業、系統農業協同組合、池田町ブドウ・ブドウ酒研究所、オリオン機械、北海道水産会、第一管区海上保安本部、大日本水産会、古野電気
    - 森林コーナー - 事務局制作。札幌営林局・道立林業試験場・道立林産試験場の資料提供でエゾマツ・トド松・樺等の20種の古木、定山渓の山奥で切り出された樹齢360年のエゾマツの年輪、9年物改良ポプラと65年物トド松の成長の比較、森林作業の変遷ジオラマ、林業の現況と将来のパネルや木材二次製品を展示。
    - 曽田香料 -　ラベンダー花鉢と製品を展示しラベンダー香料を紹介する。
    - ヤンマーディーゼル・ヤンマー農機 -　農業・船舶・陸上用ディーゼルエンジンと、トラクターやハーベスターなど機械化農漁業のパノラマを展示。
    - 札幌青果 - キャベツから顔を出す小人など、野菜・果実の模型と人形で健康と野菜を表現。
    - 日本ビート糖業協会・日本甜菜製糖・北海道糖業・ホクレン農業協同組合連合会 - ビートの鉢植えや畑のパノラマ、ビート製糖工場模型やビート糖の滝を展示。
    - 久保田鉄工 - L35トラクターや稲作の種まきから収穫までのカラーコルトンを展示。
    - 電気化学工業・日之出化学工業 - 写真構成で製品をPRする。
    - オリオン機械 - カウシェード型パイプミルカーとバルククーラーを実演展示。
    - 系統農業協同組合 - 北海道農業協同組合中央会・ホクレン農業協同組合連合会他道内農協関連6連合会の合同で20年後の農村パノラマを展開。
    - 池田町ブドウ・ブドウ酒研究所 - ブドウの鉢植えやブドウ酒などを展示。
    - 北海道水産会 - 北海道内水産関連20団体の合同で20年後の沿岸漁業パノラマを展示。陸上に水産行政・研究・教育・文化・業界組織機関を配置した高層建築物・漁民アパート・緑地帯と高速道路・海難救助や気象情報や魚介況速報設備・浮上式の漁船・潜水船舶ターミナルを擁する大型水産基地、海底へ通じる立体高速道路と漁獲物搬出用の軌道、海中部での海底牧場や潜水艇を描いた[8]。
    - 大日本水産会 - 北洋母船協議会など7団体合同で「漁業国益を守ろう」をテーマに操業規制区域や回遊路などを示した北洋漁業のパノラマ地図や写真・グラフパネルを展開。日本海・オホーツク海・北西太平洋の地図と日本・アメリカ・ソ連・カナダの船団や照明をあしらった立体的な北洋漁場地図、漁船・漁具・漁獲物の模型による操業方法の紹介、郡司中尉を始めとした北洋開発先駆者の功績と北洋漁業の現況、日ソ・日米加漁業条約の推移の紹介、各種漁船の作業状況の映像を展開[8]。
    - 第一管区海上保安本部 - 「海難を防ごう」をテーマとしたパネル展示。
    - 古野電気 - ロラン受信機・FAX・無線送受信機・魚群探知機・ネットレコーダー・魚群生態観測装置を、船舶ブリッジをモチーフとしたブースで展示。
5. オリンピック館 - 札幌オリンピックへの期待を高めるべく大会決定への経緯や1940年札幌オリンピックの資料、主要会場パノラマ地図模型、高さ3m幅4mの観客用秒時計、歴代の冬季五輪紹介、五輪記念品販売、北海道スキー工業会による最新スキー製品などを展示し、館外にはスキーやそり遊びを楽しめる塩化ビニール張り高さ15mのサマージャンプ台や高さ1.8mの聖火台を設置した[9]。看板には札幌オリンピックのエンブレムが横長に配置された。聖火台はサマージャンプ台上に高さ1.8mの東京オリンピック聖火台を模したプロパンガス燃焼のものとし[10]、地上部のものは七光星の形に組んだシルバーホワイトの鉄板で囲み台座は北海道旗の紺色とし東京オリンピック聖火リレーで静岡の中継点にて使われたバーナーを用い[11]、周辺の「オリンピック広場」は待ち合わせ場所として「またあいましょう広場」の別名も付けられた[2]。
  - 出展：日本体育協会、秩父宮記念スポーツ博物館、札幌オリンピック冬季大会組織委員会、札幌市役所オリンピック準備室、明治乳業、坂田物産、春香道新スキー場、精研工機、岩谷産業、三井建設、丸紅飯田、北の誉酒造、NHK札幌中央放送局、服部時計店、美津濃、富士通、北海道スキー工業会、北海道ヤマハモータース、デュコ貿易、ハセガワ、北海道東索会、スポーツ振興資金財団
    - 日本体育協会 - 日本選手団代表団旗を展示。
    - 秩父宮記念スポーツ博物館 - 岩崎三郎の冬季五輪参加メダル、稲田悦子のフィギュアスケートワンピース、猪谷千春の第7回冬季五輪銀メダルを展示。
    - 札幌オリンピック冬季大会組織委員会 - 会場模型4基や秩父宮が下賜した日章旗を展示。
    - 札幌市役所オリンピック準備室 - 冬季五輪招致資料を展示。
    - 明治乳業・酒田物産 - 高さ15m・全長52m・アップヒル長さ53m・飛距離約10mの塩化ビニール敷によるサマージャンプ台を設置。プラスチック製そりによる滑降体験が行われた。
    - 春香道新スキー場 - ジャンプ台用の貸出スキー10セットを提供。
    - 精研工機 - ジャンプ台用のソリ8台を提供。
    - 岩谷産業・三井建設 - 聖火台を提供。
    - 服部時計店 - 観客用大秒時計、出発合図計、スターティングゲート、プリンティングタイマー、クリスタルクロノメーター、ストップウォッチといった冬季競技用時計各種を展示。
    - 富士通 - 電光掲示板模型を展示。
    - 美津濃 - 国立競技場アルプススタンド模型を展示。
    - 丸紅飯田 - 札幌方式地下鉄模型を展示。
    - 北の誉酒造 - 札幌五輪競技場位置と札幌市都市計画のパノラマ模型を展示。
    - NHK札幌中央放送局 - オリンピック世界放送の仕組みをパネル展示。
    - 事務局制作 - 写真パネルやメダル・ユニフォーム等からなる冬季五輪の歴史、札幌五輪決定までの経緯、冬季五輪競技種目の紹介を展開。
    - 北海道スキー工業会 - 15社による最新スキー製品を展示。
    - デュコ貿易 - スキー靴などの商品を展示。
    - ハセガワ - スキー製品を展示。
    - 北海道東索会 - 道内のスキー場の紹介やインスブルック五輪の記録映画上映を展開。
    - スポーツ振興資金財団 - 札幌五輪記念品の即売会を実施。
    - 閉幕後は札幌オリンピック冬季大会組織委員会に展示パネル一式、札幌市交通局に札幌方式地下鉄模型を寄贈。
6. あすの科学館 - エレクトロニクス、宇宙開発、原子力等科学の有り様や未来への輝かしい夢を平易に親しみやすく紹介する。イラスト看板にはオープンリールレコーダー、穿孔テープのイメージが重ねられたロケット、コンピューターオペレーターのイメージが描かれた。
  - 出展：沖電気、NHK札幌中央放送局、ソニー、東京芝浦電気、三洋電機、早川電機、富士通、富士電機、北海道電力、日本電信電話公社、日本電気、岩崎通信機、ミツミ電機
    - カラーテレビとテレビスタジオ実演、電子計算機、ペンシルロケットや人工衛星計画等の日本の宇宙開発、カラー噴水、電化都市模型、日本の服装史、料理ロボット[6]、NHKのテレビ機材、サンヨーのカラーテレビや電池、東芝の洗濯機や掃除機や光速エスパー等身大人形、ボタン電話や夢の生活館とつないだテレビ電話などを展示。
    - 事務局制作「日本の宇宙開発」 - 東京大学宇宙航空研究所、科学技術庁、気象庁、日産自動車、日本電気資料提供のもとペンシルロケットからLS-Bロケットまでの国産ロケットとインテルサット衛星の模型やカッパロケットの実物といった日本のロケットの歴史、日本の宇宙基地・地球周辺の宇宙空間・日の丸衛星への期待のパネル展示を展開。
    - 沖電気工業 - 小型自動交換機、ボタン電話、地震計、震度計などを展示。
    - NHK札幌中央放送局 - テレビモンタージュセット、カラービュー装置、ひょっこりひょうたん島カラー放送セット、カラー放送の仕組み解説、相談室を展開。
    - ソニー商事 - VTR装置一式を展示。
    - 東芝商事 - ぬいぐるみと洗濯機・掃除機等電化製品を合わせた「森の電化家族」ディスプレイ、光速エスパーロボット、カラー噴水「音と光と水のシンフォニー」、カラー中継放送モニター室一式を展示。
    - 三洋電機 - カドニカ電池を用いたラジオやライト、コードレス製品各種、カラーテレビ、全自動洗濯機を展示。
    - 早川電機工業 - 卓上電子計算機、コップ型ステレオセット、カラーテレビを展示。
    - 富士通 - FACOM-230-30コンピューターセットを用いて入場者の生まれた年月のカレンダーを出力する「北海道風雪百年カレンダー」や、「世界旅行プラン」「ファコム・マンガ」、テレックスデータ伝送を実演展示。
    - 富士電機製造 - 原子炉・原子力発電装置模型を展示。
    - 北海道電力 - リニアモーターカー・太陽に向かい回転する団地・動く歩道・地下商店街などを盛り込んだ未来の電化都市パノラマ、世界の原子力発電所のパネルを展開。電化都市パノラマは閉幕後室蘭市青少年科学館に移設。
    - 日本電信電話公社 - 電話の歴史、テレコン電話・計算ボタン電話・テレビ電話・ポケットベルなどの未来の電話実演、電話のパノラマを展示。
    - 日本電気 - テレビ電話、テレメール、レーザー光線実験装置を展開。
    - 岩崎通信機 - 電話機各種を展示。
    - ミツミ電機 - ノーマンカー3台を展示。
7. ホームアイディア館 - 新世紀へ向かっての住生活の在り方を具体的に披露する。住宅の移り変わりの模型、市村鉄工の熊の林間学校をイメージした机椅子紹介、駒野製綿の寝装品、札幌酒精工業のバーをテーマにした果実酒等の紹介、日之出による絨毯製品紹介などを展開。イラスト看板には子供と犬の入った家と外辺に雲や太陽を描いた。
  - 出展：道立工業試験所、小野田セメント、市村鉄工、ガスター販売、札幌酒精工業、駒野製綿、ユタカ商会、日之出、北海道建築資材協会
    - ガスター販売 - 「北国に暖房の知恵を求めて」をテーマに世界の暖房の歴史、石油ストーブのカット模型、暖房製品展示を展開。
    - 市村鉄工 - 「合理的な学習環境」をテーマに身長・座高と机・椅子の高さの関係を3頭の子熊の剥製とともに紹介し、また姿勢と背骨の関係もパネルで紹介した。
    - 小野田セメント - 国内の代表的コンクリート建造物の紹介や岡本太郎デザインのセメント製腰掛け2脚を展示。
    - 札幌酒精工業 - ホームバーをテーマにし果実酒などの製品を展示。
    - 駒野製綿 - カラフルな寝具を用い寝室モデルを展示。
    - ユタカ商会 - 家具を壁面に埋めた合理的な「ノンファニチャーシステム」を用いた室内空間のモデルルームを展開。
    - 日之出 - 絨毯製品を展示。
    - 北海道建設資材協会 - 38社による最新の建材・モデルルームを展示。
    - 北海道立工業試験場 - 道産材を用いた椅子・机・タンス・調度品の試作品を展開。
    - 事務局制作 - 平凡社の資料提供で出雲大社神殿から江戸時代の民家までの代表的な日本の住宅建築を写真パネルで紹介する「住まいの移りかわり」や、雑誌「新建築」が募集した「未来の都市住宅」から早川邦彦・渋谷昭・篠原俔による優秀作品3点の模型を展示。
    - 住まいの広場(屋外住宅モデル展示)
      - 住まいのクワザワ - 住宅設計コンクール優秀作品「理想の寒地住宅」を展示、ガレージ付き99平米で吸水部分を中心に集めたコアシステムを採用し採光窓から自然光も取り入れられ家族増加に応じ建増しを可能とした。
      - 日本軽金属・岩倉組 - アルミニュウムの家を展示、窓枠の他屋根・外壁・内壁・フェンスなど大幅にアルミ建材を採用した試作家屋とした。
      - 聯合紙器 - 紙の家を展示、一辺3mの三角形ダンボールを組み合わせ屋外にアルミ箔をかけ降雨への対応を図った簡易ロッジとした。
8. 専売館 - タバコの歴史や塩などのパネルや、平塚市の日本専売公社試験場から持ち込まれた初公開の新鋭製造設備を用いた毎分2000本（毎秒33本）の道博記念ハイライト実演製造を展開する[12]。明治時代から1967年までの日本史年表パネルと各時代の過去のタバコ製品を並べた「なつかしのたばこ」コーナー、タバコ製造工程の図解、葉巻種・黄色種・バーレー種等国内外の葉たばこと栽培過程の図解、博覧会記念タバコや塩の即売も展開。イラスト看板にはタバコを吸う男性と老男性を描いた。実演製造に用いられた高速巻上機は閉幕後専売公社函館工場に移設された[13]。
9. 全国・観光と物産館 - 青森県のねぶた、秋田県の日本酒菰樽、京都府の西陣織・茶道具等伝統工芸品や寺院のカラーコルトン等、青森から沖縄まで45都府県・市の展示と即売コーナーを展開。道博では最大の2,640平米の面積を擁し即売コーナーは期間中約8千万円を売り上げた。看板にはこけし、チャグチャグ馬コ、編み笠を被った踊り手などのイラストを描いた。
10. 北海道・観光と物産館
  - 主幹：北海道貿易物産振興会
    - 北海道内の観光46市町19観光協会、スポーツ10社、ゴム4社、機械金属23社、木製品24社1協同組合、食品67社3協同組合、工芸品16社1市2協同組合、繊維毛製品9社、化学窯業紙器20社1組合、即売57社1市2組合が出展し分野毎に曲線的な配置で陳列する。看板にはイラスト板の代わりに北海道開道百年事業のシンボルマークをあしらった。当初北海道物産は「全国・観光と物産館」に組み入れる予定だったが、全国観光と物産館への出展が予想以上となったことや北海道内の商社からの参加が増えたため単館とした。
11. アメリカ館 - 「きのうとあすのフロンティア」をテーマに西部開拓時代と宇宙開発等を展示した。カウボーイの用品150点、宇宙コーナーではマーキュリー計画からアポロ計画までの宇宙開発を模型や写真で紹介する他月着陸船「レム」の2分の1模型・ジェミニ8号に搭乗したニール・アームストロング船長の宇宙服実物・宇宙食の展示や、気象衛星エッサ天気図の解読実演を展開[6]。看板にはアポロ宇宙船と手を振る宇宙飛行士、ロケットの打ち上げや七つ星を描いた。
  - 出展︰USIS東京、テキサス歴史協会（en）、NASA、札幌アメリカ文化センター、ポートランド市、ニューポート市、シーサイド市（en）、札幌市、紋別市、積丹町
    - USIS東京・テキサス歴史協会 - 西部開拓の歴史をチゾルム・トレール（en）を中心として紹介。チゾルム・トレールの地図、長角牛のロングホーン、生皮のロープ焼印、鍛冶屋の道具、正装カウボーイ、ピストル、ガンベルト、シャイアン族の鞍、パイプなど130点を展示。
    - USIS東京・NASA・札幌アメリカ文化センター - 宇宙開発の歩みを解説する「月をめざして」パネル、フレンドシップ7号・ジェミニ4号4分の1模型、月面写真パネル、アームストロング中佐着用宇宙服、宇宙食15種、ウォーターガン、アポロ衛星船・月探検船LEMの2分の1模型、サターンロケット模型、サターンロケット打ち上げ実験記録映像上映、エッサ6号気象衛星受信・天気図作成実演を展開。
    - ポートランド市・ニューポート市・シーサイド市・札幌市・紋別市・積丹町 - 姉妹都市宣言文・調印表など姉妹都市関係の展示を実施。
12. 世界一周館 - 海外旅行の夢と若い世代の目を広く世界に向けるべく世界16ヶ国の民芸品や写真を地域別に展示する他ビジネス出品も展開。看板には飛行機を中心にコロッセオ、スフィンクス、ピラミッド、エッフェル塔などを描いた。
  - 出展：日本航空、サントリー、ロサンゼルス港（en）、外国航空会社(パンアメリカン航空、ルフトハンザ、エールフランス、BOAC、カナダ太平洋航空)、味の素、松下電器産業、在日政府観光局(カナダ・アメリカ・アラスカ州・メキシコ・イタリア・イギリス・ソ連・オランダ・インドネシア・インド・韓国・香港・シンガポール)
    - 日本航空 - プロペラ機から超音速機に至る旅客機模型、ルートマップ、航空機のスピード比較、ジャンボジェット機内実物大モデルや海外旅行案内等を展開。
    - サントリー - 「5分間の世界旅行」をテーマとしたマルチビジョンスライドを上映。4台の映写機で各国の風景や人物や料理を投影。
    - 味の素 - ドイツやイタリア等各国の料理・人物・風景写真を投影するオートスライド「世界一周味の旅」を上映。
    - 松下電器産業 - 世界の味や世界の放送を紹介、電子レンジ・ジューサーミキサー・天ぷら鍋などの実演試食会も展開。
    - 各国航空会社 - 各社のルートマップ、コンコード等の飛行機模型や写真パネルを展示。
    - ロサンゼルス港 - ロサンゼルス市の紹介パネルを展示。
    - 在日政府観光局 - アメリカ・ヨーロッパ・アジアの3ゾーンに分けて民族衣装・物産・観光案内を展示。
13. 楽しい社会科館 - ソビエト連邦関連の展示を中心に、郵政関係の展示と児童生徒発明工夫展を加えて楽しみながら社会科を勉強できる展示とした。当初は当初ソ連館と無料休憩所の併設を計画していた。イラスト看板には四分休符の旗を持った兎と遠くを見渡す少年を描いた。
  - 出展：札幌郵政局、発明協会、北海道立工業試験場、北海道朝日麦酒、在日ソビエト大使館、ノーボスチ通信社
    - 札幌郵政局 - 世界の郵便制服、郵便ポストの変遷模型、明治初期の郵便ポスト、自動取り揃え押印機、書状自動押印機、世界各国の郵便貯金箱、万博見学郵便貯金PR、洞爺湖・昭和新山のジオラマを交えた全国簡易保険保養所案内を展開。自動切手・葉書販売機の設置や、郵便番号制度のPRも実施[14]。
    - 発明協会 - 全国・北海道発明工夫展優秀作79点を紹介。
    - 北海道立工業試験場 - 新しい澱粉工場のシステムパノラマを展開。
    - 北海道朝日麦酒 - 魔法のジョッキディスプレイやビール製品紹介を展開。
    - ソ連コーナー - 「シベリアの発達」「ソ連の人々の生活」「文化芸術の発展」等のテーマで約250点の写真を用いソ連の今を描き出す[6]。
14. 夢の生活館 - 衣・食・レジャーから夢あふれる生活の未来像と理想の生活を展示する。エレクトーン、最新家電製品、ミシンの進歩、無指向性スピーカー、オルガン噴水、世界の料理実演、過去と現在のファッション、紙製ドレス、クロレラ宇宙食、マンモスギター、コンピューター生活設計コーナーを展開[6]。イラスト看板には少女を中心に虹とピアノ奏者と鳩と音符を描いた。
  - 出展：積水化学工業、三菱油化、資生堂、フランスベッド、日立グループ、日本楽器製造、ブラザー工業、トヨタ家庭用品、オルガノ、東洋レーヨン、リッカーミシン、シルバー精工、日本ビクター、北海道瓦斯、日本コロムビア、日本デザイナークラブ、ヤクルト食品、コドモわた、全音楽譜出版社、丸村木下綿業、北海道貯蓄推進委員会
    - 積水化学工業・三菱油化 - 大地を踏まえながら理想へ向かうダイナミックな力を表すプラスチック製の象牙状の造形と天井からぶら下げたビーズからなるテーマディスプレイを展開。
    - 資生堂 - ドーム型の夢の化粧室を展示。
    - フランスベッド - 鏡を内蔵した壁などを取り入れボタン操作で室内が3態に変化する「夢のベッドルーム」を展示。
    - 日立グループ - セントラルヒーティングを取り入れた北国の暮らしを製品と模擬室で展開。
    - 日本楽器製造 - 21世紀のエレクトーンをテーマにあらゆる楽器を展示。
    - ブラザー工業 - ミシンの展示実演を実施。
    - トヨタ家庭用品北海道販売 - ミシンの展示実演を実施。
    - シルバー精工 - ミシンの展示実演を実施。
    - 日本ビクター - 球形スピーカーを用いた音の歩道や、テレビ・ステレオなどを展示。
    - 日本コロムビア - 朝顔形スピーカーのついた蓄音機から技術の粋を集めたマンモスステレオまでを展示。
    - 北海道ヤクルト販売 - 健康相談室を実施。
    - 全音楽譜出版社 - トド松とギターを用いたマンモスギターを展示。
    - 丸村木下綿業 - 綿で作ったさっぽろ雪まつりの情景を展示。
    - コドモわた - 綿製品各種を展示。
    - 北海道貯蓄推進委員会 - 小型電子計算機を用いた生活設計相談を実施。
    - 東洋レーヨン - 合成樹脂や金属などを素材とした「宇宙時代のハイファッション」を展示。
    - NDC日本デザイナークラブ - 伊東茂平・杉野芳子・田中千代・野口益栄らトップデザイナーが参加した「モード100年のあゆみ」を展開、明治期の鹿鳴館のファッションから現代のミニルックまで約30体のマネキンを展示。
    - 北海道瓦斯 - 「ガスを使った未来生活」をテーマにガスを用いた冷熱技術、七色の炎、冷水サービスロボットなどを展開。
    - オルガノ - 七色のカラー噴水を設置。
15. サーキノ館 - 11台の映写機で円周38mの360度スクリーンに上映する全円周映画「サーキノ」を道内初のビニールテントを用いたエアハウス内で上映する[15]。東京科学技術館が開発し東京以外では初公開となり、スキー・ジェットコースター・ビール大量生産などの映像が上映された。看板にはサーキノのスクリーンを眺める群衆のイラストを描いた。
  - 協賛：サッポロビール
  - テント提供：小川テント

遊園地
- ファミリーランド - 明昌特殊産業が施工。
  - アトラクション：ジェットコースター（道内初設置 コース長300m・5両編成定員20名・時速60km[16] 北海道コカ・コーラボトリングの協賛により「コカ・コーラ号」の愛称で運行[17]）、チェーンタワー、ティーカップ、観覧車、回転自動車、ゴーカート、バズーカ砲、射的コーナー、小型自動ゲーム機、飛行塔、小型自動乗物機
  - 閉幕後はジェットコースター・バズーカ砲・ゴーカートを藻岩ドリームランド、チェーンタワー・観覧車・小型自動車・飛行塔を円山動物園に移設。
- こどもの世界
  - 制作：雪印乳業
  - アトラクション：ジャングルジム、吊り橋、滑り台、マジックハウス、らくがきコーナー、かがみの家、乳児サービスセンター、ランランパラソル、おもちゃの広場、砂場、ポンコツ広場など
- 食堂街（10店舗）

その他施設
- 道新・北海道放送ステージ
- 喫茶コーナー
- 無料休憩所(協賛：森永乳業)
- 静岡茶無料接待所
- サービスセンター
  - 道新サービスセンター(手荷物一時預り所)
  - 北海道大博覧会事務局(総合案内所)
  - 日本交通公社・札幌鉄道管理局(国鉄きっぷと旅行案内所)
  - 日本電信電話公社(電報・電話サービスステーション)
  - 札幌郵政局豊平郵便局(豊平郵便局臨時出張所)
  - 北海道新聞社(道新サービスコーナー)
  - 北海道百年記念事業事務局(北海道百年記念品コーナー)
- 豆列車展示(十勝鉄道NO.4蒸気機関車+コハ23客車) - 輝く北海道館の館外展示として、十勝の開拓やビート集荷に活躍した機関車の実物を展示。
- ベビーカー貸出所 - 雪印乳業の広告ロゴ付きで0系新幹線をかたどった。
- 仮設歩道橋 - 鋼管製全長27m・幅3m・高さ4.5m。北海道警察本部交通部の警部がグルノーブル五輪の交通事情を視察した際に目にした鋼管製の仮設の歩道橋や開会式観客席をヒントとして歩道橋への使用を提案、直径5.1cmの鋼管を骨組みに用いて一般道とハイヤー・タクシー車道をまたぐ形とした[18]。
- 駐車場（6カ所計約1万台 うち1カ所はバス専用[2] 駐車料150円[19]）
- 消防本部[2]
- 全道216市町村旗[20]

計画のみ
- 開けゆく宇宙館 - 米ソの宇宙開発を展示予定、ソ連側がシベリア開発の展示を要望し米ソ各単館展示案に変更。
- ソ連館 - 内容不足のため1967年2月に楽しい社会科館計画に変更、同館にソ連展示を設置。
- 農機具展示館、暖房館ほか特設館 - 敷地不足のため専売館以外の特設館設置を中止。

## 主なイベント
- HBCサテライトスタジオ公開放送 - 曜日別のステージを期間中毎日展開[2]
  - 若い北海道（日曜） - 若者を中心としたコーラスグループの歌唱を展開。
  - 道博バンド合戦（月曜） - 二組のバンドによる対決形式の演奏。
  - 北海道を歌う（火曜） - 北海道に因んだ歌謡曲を来場客とともに歌唱指導の上で歌う。
  - 道博ジャンボリー（水曜） - フォークソンググループの演奏を展開。
  - ミュージックパレード（木曜） - 芸能界入りを目指し札幌で活動するバンドや歌手の歌唱を展開。
  - 道博ブラスパレード（金曜） - 幅広い世代が楽しめるブラス音楽を札幌近郊の楽団が演奏。
  - 民謡日本の旅（土曜） - 日本各地の民謡を披露する。
- 西野バレエ団 由美かおるグランドショー（6月14日 由美かおる、奈美悦子、江美早苗、原田糸子ほか）[2][21]
- 東映スター千葉真一とゴールデンショー（6月15日 千葉真一とザ・サタンズ、潮健児ほか）[21]
- 森永フライング・エンゼル訪問飛行（6月14日  - 16日 小型機8機編隊）[22][23]
- ミュージックパレード（6月20日 久美かおり、ザ・キッパーズ）[24]
- 中村登・佐久間良子ステージ（6月29日）[25]
- 道博東芝ミュージックフェア（7月3日 - 7日）[2]
  - 3日出演：小川知子ほか[26]
  - 4日出演：ザ・シルビア、伊藤美智広とザ・キッパーズほか[26]
  - 5日出演：伊藤美智弘とザ・キッパーズほか[27]
  - 7日出演：城卓矢ほか[28]
- 陸上自衛隊予備空挺団パラシュート降下訓練（7月4日）[29]
- パープル・シャドウズステージ（7月8日）[30]
- 久保浩ショー（7月11日 久保浩、麻里圭子ほか）[31]
- ミュージックパレード（7月11日 ザ・キッパーズ）[31]
- 道博ゴールデンショー・キューティーQとともに（7月16日 キューティー・Q）[32]
- 道博ジャンボリー（7月17日 三音英次ほか）[33]
- ミュージックパレード（7月18日 じゅんとネネ、ザ・キッパーズ）[34]
- 山本リンダステージ（7月25日）[35]
- ゴーゴー大会（8月1日 ザ・キッパーズ、スクールメイツ）[36]
- 金井克子ショー（8月5日）[37]
- 東芝ミュージックフェア（8月7日 - 11日）[2]
  - 9日出演：弦哲也ほか[38]
  - 11日出演：大形久仁子ほか[39]
- 人形劇団プーク「小さなトムトム」（8月12日）[40]
- レッツゴーヤングビート さよならサマーフェスティバル（8月18日 ワンダースほか）[41]

## 交通アクセス
- 定山渓鉄道・札幌市営バスが札幌駅北口から大通公園西5丁目を経由する博覧会会場までの直通バスを運行[19]、また定鉄は定山渓温泉からの直通バス路線も運行[42]。

## 沿革
- 1965年9月 - 北海道百年記念事業協議会発足
- 1966年
  - 4月 - 博覧会を含む北海道百年事業の行事計画を決定。
    - 当初は準備期間の短さから博覧会の道単独開催は見送られ、札幌・函館・旭川・釧路での各自治体主催による分散開催に道が援助する方針もあったが、札幌市がオリンピック準備を優先する意向とするなど各自治体が難色を示し見送られた。

  - 10月 - 北海道新聞社が博覧会開催計画を立案、準備局を設置。
  - 10月 - 会場を北海道警察学校跡地、北海道農業試験場、茨戸公園、真駒内公園旧真駒内ゴルフ場B地区、野幌森林公園予定地の5候補から真駒内公園に決定し道に借用申入れ。
- 1967年
  - 6月 - 樹木を傷つけない、終了後の全建築物解体による原状回復を条件に真駒内公園の借用認可を受ける。
  - 6月17日 - 北海道新聞社役員会にて北海道・札幌市・北海道商工会議所連合会との共催による北海道大博覧会開催を正式決定。
  - 6月20日 - 北海道新聞社、博覧会社内実行委員会を組織。
  - 7月1日 - 博覧会事務局設置。
  - 7月28日 - 第一回実行委員会会議を開催。
  - 10月1日 - 前売り券発売。
  - 10月16日 - 北海道百年遺跡訪問キャラバンに合わせて第一次PRキャラバン開始、琴似屯田兵屋から江差までの道南班・広島村駅逓跡からノサップまでの道東班・江別北越植民社から宗谷岬までの道北班に別れ6日間の遺跡訪問を実施し合計約2,000kmを周遊。
- 1968年
  - 2月2日 - 道新ホールにて第1回前売り券抽選会を開催、三遊亭金遊・小野栄一がゲスト出演。
  - 3月5日 - 本部事務局建設開始。3月20日完成。
  - 4月12日 - 博覧会起工式。
  - 5月1日 - 出品物搬入開始。
  - 5月5日 - 道新ホールにてミス道博発表会と第2回前売り券抽選会を開催、北原謙二・九条まり子・茜なゝこがゲスト出演。
  - 5月9日 - 第2次PRキャラバン開始。国鉄北海道内4鉄道管理局別でミス道博とともに後志コースを皮切りに、11日から7日間の青函船舶鉄道管理局管内の道南コース、13日から4日間の日高コース、17日の札沼線コース、20日から2日間の室蘭胆振コース、25日から釧路鉄道管理局管内6日間の根釧・十勝コース、6月6日から旭川鉄道管理局管内6日間の道北・道東コースと合計3,700kmを周遊。
  - 5月16日 - 十勝沖地震が発生。27日までの東北本線不通により搬入作業を船便に振り替えて作業が1週間遅延。
  - 5月18日 - 会場出入り口前で鋼管製の仮設歩道橋を着工[18]。
  - 6月12日 - 展示総仕上げ、開会式リハーサル実施[20]。
  - 6月14日 - 開会式。午前9時より松宮博覧会事務局長の開会宣言から始まり木村武雄北海道開発長官・町村北海道知事・原田札幌市長・広瀬道商連会頭・中野北海道新聞社社長によるテープカットの後北海道警察音楽隊のファンファーレと風船と鳩の打ち上げ・くす玉割り・花火を展開し会場上空に8機編隊の小型飛行機が飛来し植村甲午郎経団連会長からの祝賀メッセージを投下した。11時からはステージ広場で開会祝賀パーティーを実施[43]。
  - 6月27日 - 三笠宮夫妻来訪。
  - 7月2日 - 十河信二日本交通協会会長が来訪[44]。
  - 7月11日 - HBCテレビにて、北海道の民間放送局では初となるカラー自社制作による博覧会特別番組「道博への招待」を放送。[注釈 1]
  - 7月16日 - 東海林武雄日本専売公社総裁が来訪。
  - 7月18日 - 国生義夫明治乳業会長が来訪。
  - 7月21日 - 椎名悦三郎通産大臣が来訪。
  - 8月3日 - 来場者100万人達成。
  - 8月6日 - 全国知事会会長の桑原幹根愛知県知事が来訪。
  - 8月7日 - 経団連植村甲午郎会長が来訪。
  - 8月8日 - サントリー佐治敬三社長ら全国酒造業者一行が来訪。
  - 8月11日 - 全会期中最高の来場者67,805人が来場。
  - 8月13日 - 武田泰淳が来訪。
  - 8月15日 - 千島歯舞諸島居住者連盟から「楽しい社会科館」内のソ連地図に北方領土がソ連領と示されていることに関し抗議を受け[47]、ソ連大使館とノーボスチ通信社への地図撤去要請を行うも明確な回答が得られなかった事から館内のソ連地図を撤去[48]、またソ連札幌総領事の要請もありソ連邦コーナーを閉鎖[49]。展示写真を撤去しソ連側に返却した。
  - 8月18日 - 閉会式。午後5時から道警音楽隊・陸上自衛隊第11師団音楽隊の演奏と札幌バトントワリングクラブによるフィナーレ行進、6時半から大内博覧会実行委員長による感謝の挨拶と従業員への表彰を行った[49]。その後北海道百年行進曲「光あふれて」の演奏とともに北海道・札幌市・北海道新聞社・博覧会旗の後納を実施。
  - 8月21日 - 出品物搬出終了。
  - 8月24日 - 解体作業開始。
  - 9月20日 - 会場撤去を終了。